# Jaap Bulder
Jacob ("Jaap") Eisse Bulder (Groningen, 27 de setembro de 1896 - 30 de abril de 1979) foi um futebolista neerlandês, medalhista olímpico.
Jaap Bulder competiu nos Jogos Olímpicos de Verão de 1920 na Antuérpia. Ele ganhou a medalha de bronze.